# Chant funèbre (Stravinsky)
De Chant funèbre (W14) is een compositie van Igor Stravinsky voor orkest ter nagedachtenis aan Nikolaj Rimski-Korsakov, gecomponeerd in Ustilug in 1908. Het muziekstuk werd voor het eerst uitgevoerd op 17 januari 1909 in Sint-Petersburg o.l.v. Felix Blumenfeld.
Het werk werd niet gepubliceerd en het manuscript werd vele jaren lang als verloren beschouwd. In zijn autobiografie zegt Stravinky dat hij zich niet meer herinnert hoe de muziek klonk, maar dat het idee was dat "alle soloinstrumenten van het orkest langs de baar gingen, hun melodie als een krans neerleggend, tegen de achtergrond van een tremolo-geroezemoes van de andere instrumenten dat het vibrato van basstemmen moest verbeelden". In zijn gesprekken met Robert Craft zei Stravinsky later dat het werk het beste was wat hij had geschreven voorafgaand aan L'Oiseau de Feu (W16) en harmonisch het meest geavanceerd.
In het vroege voorjaar van 2015 werd de door Stravinsky geschreven compositiepartituur herontdekt bij een grote opruiming in het Rimsky Conservatorium van Sint-Petersburg. Op 2 december 2016, ruim een eeuw na de première, vond de tweede uitvoering plaats in het Mariinskitheater o.l.v. Valeri Gergiev.

## Oeuvre
Zie het Oeuvre van Igor Stravinsky voor een volledig overzicht van het werk van Stravinsky.

## Geselecteerde discografie
- Chante funèbre, Lucerne Festival Orchestra o.l.v. Riccardo Chailly (met Feu d'artifice, Scherzo fantastique, Faune et Bergère en Sacre du Printemps), Decca, 483 2562